# Hội đồng Liên Nghị viện ASEAN
Hội đồng Liên Nghị viện Hiệp hội các quốc gia Đông Nam Á (tiếng Anh: The ASEAN Inter-Parliamentary Assembly - AIPA), trước năm 2007 là Tổ chức Liên Nghị viện ASEAN (tiếng Anh: The ASEAN Inter-Parliamentary Organization - AIPO), là một tổ chức được thành lập năm 1977 và liên kết chính thức với ASEAN. Sáng kiến này được khởi xướng bởi Indonesia, với sự hỗ trợ của các thành viên khác của các nước thành viên ASEAN 5.
Không giống với Nghị viện châu Âu, AIPA là một hội nghị nghị viện xuyên quốc gia với pháp chế yếu, chỉ có quyền tư vấn và thiếu quyền lập pháp cũng như giám sát đối với chính ASEAN và các thành viên của ASEAN. Hằng năm, các quốc gia trong khối ASEAN luân phiên giữ vị trí Chủ tịch Hội đồng và đảm nhận việc tổ chức cuộc họp toàn thể giữ nghị viện các nước thành viên: Đại hội đồng Liên nghị viện Hiệp hội các nước Đông Nam Á (Đại hội đồng AIPA). Kể từ năm 1979, AIPA đã tổ chức các cuộc họp song phương thường xuyên với Nghị viện châu Âu.

## Lịch sử

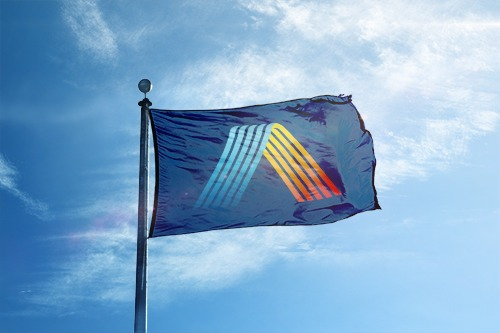
Hội kỳ của AIPA

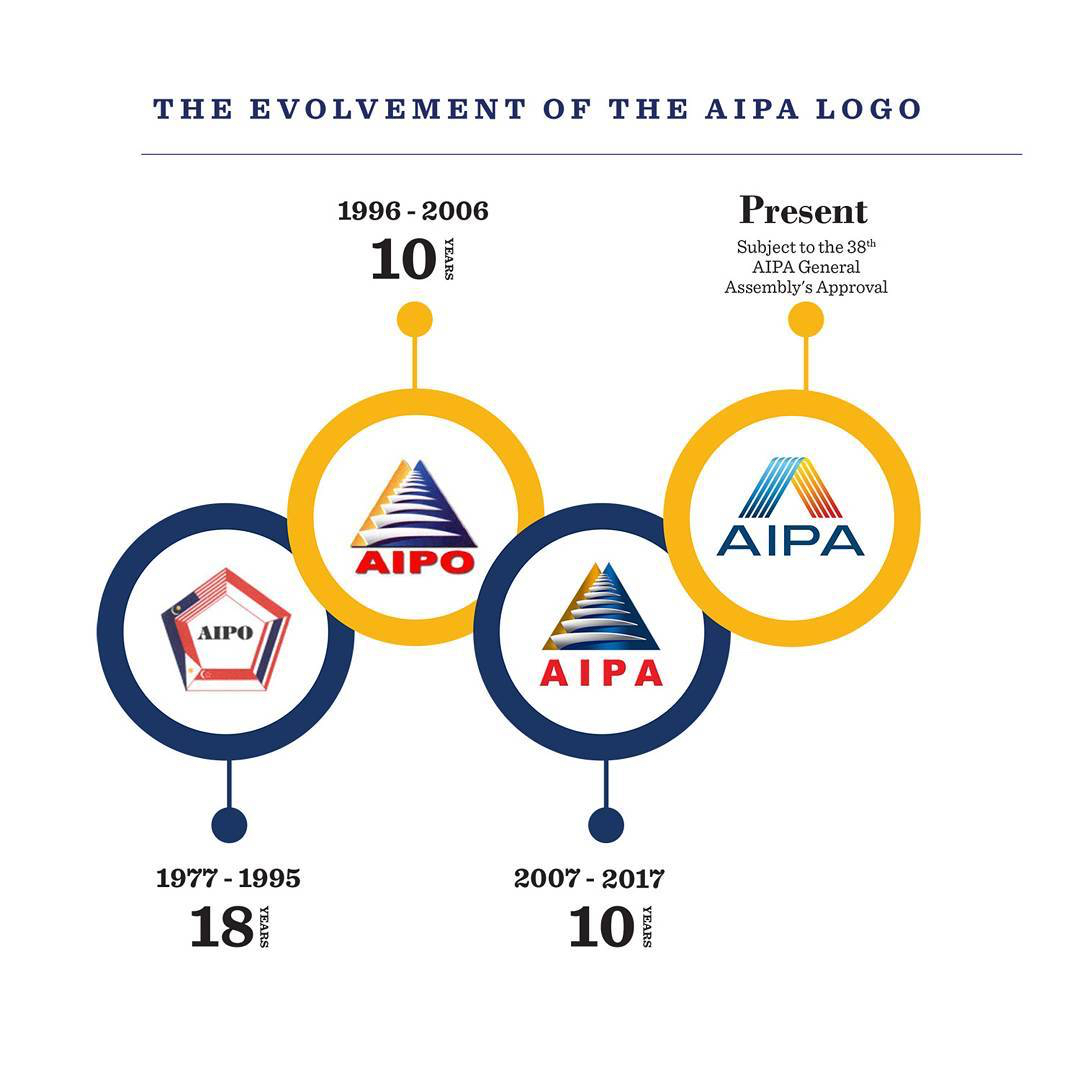
Lịch sử hội kỳ AIPA

Năm 1977, 10 năm sau khi Hiệp hội các quốc gia Đông Nam Á (ASEAN) thành lập, nhu cầu về sự củng cố khối đoàn kết vì lợi ích chung tại khu vực trở nên ngày càng mạnh mẽ, các nhà lập pháp cũng nhận thức rằng, sự lớn mạnh của Hiệp hội ASEAN gắn liền với sự liên kết giữa các nghị viện - cơ quan đại diện cho ý chí, nguyện vọng của nhân dân trong ASEAN, thôi thúc nghị viện các nước ASEAN tập hợp lại cùng tìm kiếm nguồn động lực mới cho hợp tác khu vực. Ngày 02/09/1977, Tổ chức Liên Nghị viện Hiệp hội các nước Đông Nam Á (AIPO) được thành lập để thúc đẩy hợp tác giữa các nghị viện thành viên nhằm đạt được những mục tiêu và khát vọng của ASEAN.
AIPA ngày nay bao gồm đầy đủ 10 thành viên từ ASEAN là các cơ quan lập pháp của Brunei Darussalam, Campuchia, Indonesia, Lào, Malaysia, Myanmar, Philippines, Singapore, Thái Lan và Việt Nam. Brunei và Myanmar trước đây không có cơ quan lập pháp, tham dự với tư cách là Quan sát viên đặc biệt cho AIPO. Sau đó, đến năm 1993, Brunei trở thành Quan sát viên vĩnh viễn. Đến năm 2009, tại Đại hội đồng AIPA lần thứ 30 tại Pattaya (Thái Lan) đã xem xét và thông qua nghị quyết công nhận Hội đồng lập pháp của Brunây là thành viên chính thức của AIPA. Myanmar tham gia các hoạt động của AIPO với tư cách Quan sát viên Đặc biệt từ năm 1997 và được hưởng quy chế Quan sát viên Đặc biệt thường xuyên từ năm 1999 và trở thành thành viên đầy đủ của AIPA tại kỳ họp Đại hội đồng AIPA 32 ở Campuchia vào 9.2011 sau khi nước này ban hành Hiến pháp mới và tổ chức bầu cử nghị viện.
Vào ngày 14/9/2006, tại kỳ họp Đại hội đồng Tổ chức Liên Nghị viện ASEAN (AIPO) tại Cebu, Philippines, toàn bộ 10 nước thành viên thống nhất đổi tên tổ chức thành Hội đồng Liên Nghị viện Hiệp hội các quốc gia Đông Nam Á (AIPA). Việc thông qua Điều lệ của AIPA vào ngày 17 tháng 04 năm 2007 thay thế cho Điều lệ AIPO trước kia đánh dấu việc hoàn tất chuyển đổi. Chủ tịch Quốc hội Indonesia Agung Laksono cho rằng sự chuyển đổi từ AIPO sang AIPA không chỉ đơn thuần là chuyển đổi từ ngữ, mà có ý nghĩa sâu sắc, thể hiện nguyện vọng của các dân tộc ASEAN mong muốn tổ chức nghị viện của khối hoạt động hiệu quả hơn, hướng đến một mô hình hợp tác liên nghị viện hoạt động hiệu quả và hợp tác chặt chẽ hơn giữa nghị viện các nước ASEAN.

## Cơ cấu tổ chức
Hội đồng Liên Nghị viện ASEAN (AIPA) là một dạng hội nghị nghị viện xuyên quốc gia với pháp chế yếu. Đối với nội bộ của nghị viện các nước thành viên ASEAN, Hội đồng chỉ có quyền tư vấn và thiếu quyền lập pháp cũng như giám sát. Cùng với việc đổi tên tổ chức vào năm 2006, AIPA cũng tiến hành cải tổ cơ cấu tổ chức như: Chủ tịch, Ban chấp hành, ủy ban thường trực cũng như việc tăng cường vai trò của Tổng thư ký AIPA.

### Đại hội đồng Liên nghị viện ASEAN
Đại hội đồng Liên nghị viện Hiệp hội các nước Đông Nam Á (hay Đại hội đồng AIPA) là cơ quan cao nhất của Hội đồng Liên Nghị viện ASEAN, là cơ quan hoạch định chính sách của AIPA và họp mỗi năm ít nhất một lần, trừ khi Ban Chấp hành quyết định khác.
Đại hội đồng AIPA bao gồm các đoàn đại biểu của mỗi nghị viện thành viên (không quá 15 người), và có thể mời thêm các Quan sát viên đặc biệt, các quan sát viên và khách mời. Các kỳ họp Đại hội đồng AIPA do nghị viện các nước thành viên đăng cai luân phiên theo năm đảm nhận vị trí Chủ tịch AIPA của nước đó.

### Chủ tịch AIPA
Chủ tịch Nghị viện nước đăng cai kỳ họp Đại hội đồng AIPA sẽ là Chủ tịch AIPA, đồng thời là Chủ tịch của kỳ Đại hội đồng đó. Thông thường, Chủ tịch AIPA có nhiệm kỳ 1 năm tương đương với thời gian giữa 2 kỳ họp của Đại hội đồng, và đương nhiên cũng do các nước thành viên luân phiên đảm nhận. Chủ tịch AIPA có trách nhiệm thúc đẩy các mục tiêu và nguyên tắc của AIPA, hợp tác với Nghị viện các nước thành viên nhằm tăng cường thể chế nghị viện và vai trò của các nghị sĩ trong các vấn đề của khu vực.
Chủ tịch AIPA đồng thời là Chủ tịch Ban Chấp hành, có quyền triệu tập Hội nghị Ban chấp hành vào thời gian và tại địa điểm cần thiết. Chủ tịch AIPA khi được mời sẽ tham dự Hội nghị Cấp cao ASEAN và có quyền mời Chủ tịch Uỷ ban Thường trực ASEAN tham dự Đại hội đồng AIPA và các hội nghị khác của Hội đồng.

### Ban chấp hành
Ban chấp hành cơ quan tham mưu của AIPA, bao gồm không quá 3 nghị sĩ từ mỗi Nghị viện thành viên. Nhiệm kỳ của Ban chấp hành theo nhiệm kỳ mỗi kỳ họp Đại hội đồng. Ban Chấp hành có các nhiệm vụ: Xem xét và giới thiệu Thành viên chính thức, Quan sát viên Đặc biệt và các Quan sát viên khác; Đề xuất các sáng kiến mới về hoạt động; tổ chức thực hiện các Nghị quyết; Xem xét và quyết định Chương trình nghị sự của kỳ họp Đại hội đồng; Kiến nghị thành lập các Ủy ban Thường trực, Ủy ban Nghiên cứu, Ủy ban đặc biệt; Chỉ đạo, điều hành và giám sát công việc của Ban Thư ký Thường trực; Đề xuất bổ nhiệm nhân sự Ban Thư ký Thường trực và Ban hành các quy chế hoạt động của Ban Chấp hành.

### Các Ủy ban
Đại hội đồng có thể thành lập các Ủy ban Thường trực (Standing Committee), Ủy ban Nghiên cứu (Study Committee) và Ủy ban Đặc biệt (Ad-hoc Committee) hoặc Tiểu ban của một ủy ban thường trực về những vấn đề cụ thể. Hiện nay, Hội đồng có các ủy ban thường trực là:
- Ủy ban Chính trị
- Ủy ban Kinh tế
- Ủy ban Xã hội
- Ủy ban Tổ chức
- Hội nghị nữ nghị sĩ AIPA (WAIPA)
- Ủy ban đối thoại với các bên quan sát viên

Ngoài ra còn có 2 Ủy ban Nghiên cứu, Ủy ban Đặc biệt là:
- Hội đồng tư vấn AIPA về ma túy nguy hiểm (AIPACODD)[6]
- Nhóm Tư vấn AIPA (AIPA Caucus)[7]

### Ban Thư ký và Tổng Thư ký
Ban thư ký là cơ quan hành chính của AIPA. Chức năng, nhiệm vụ của Ban Thư ký AIPA được xác định là văn phòng hành chính và trung tâm thông tin về các công việc và hoạt động của AIPA; là cơ quan điều phối hoạt động và là kênh thông tin liên lạc giữa AIPA và ASEAN cũng như với các tổ chức khu vực và quốc tế khác. Trụ sở của Ban Thư ký AIPA được đặt tại cùng thành phố nơi có trụ sở của Ban Thư ký ASEAN, hiện tại là Jakarta, trừ khi Đại hội đồng quyết định khác.
Tổng Thư ký Hội đồng Liên Nghị viện ASEAN là người đứng đầu Ban Thư ký AIPA, phụ trách điều hành các hoạt động của ban thư ký và được bầu với nhiệm kỳ 3 năm. Tổng Thư ký AIPA hiện tại là bà Nguyễn Tường Vân (nhiệm kỳ 2019-2022), là Tổng Thư ký thứ 5 của AIPA, sau khi tiếp nhận chuyển giao chức vụ từ ông Isra Sunthornvut.

## Các kỳ Đại hội đồng AIPA
Theo Điều lệ của AIPO và nay là Hội đồng Liên nghị viện các nước ASEAN (AIPA), hàng năm Đại hội đồng Liên Nghị viện ASEAN (Đại hội đồng AIPA) sẽ họp một lần do Nghị viện một quốc gia thành viên đăng cai tổ chức tại nước mình, theo thể thức luân phiên. Tính đến năm 2017 đã có 38 kỳ Đại hội đồng AIPA. Tại mỗi kỳ Đại Hội đồng, AIPO/ AIPA đều có cuộc gặp gỡ với những đối tác đối thoại như Australia, Canada, Trung Quốc, Nhật Bản, Hàn Quốc, New Zealand, Papua New Guinea, Nga, Ấn Độ và Nghị viện Châu Âu.
Kỳ họp Đại hội đồng AIPO lần thứ nhất vào năm 1978 được tổ chức tại Singapore.
Trong kỳ họp Đại hội đồng AIPO 27 tổ chức ở Cebu (Philippines) ngày 14/9/2006, tại phiên bế mạc, tổ chức này đã đổi tên thành Hội đồng Liên Nghị viện Hiệp hội các quốc gia Đông Nam Á (AIPA). Bên cạnh đó, AIPO 27 đã bổ sung các điều lệ mới như việc AIPO có một Tổng thư ký chuyên nghiệp theo mô hình ASEAN có nhiệm kỳ 3 năm, Ban Chấp hành và các ủy ban chuyên đề như Ủy ban Phụ nữ, Ủy ban Kinh tế, Ủy ban Chính trị, Ủy ban Xã hội, Ủy ban Tổ chức được đề cao vai trò và quyền hạn.  Đối với nghị quyết do AIPO đưa ra, nghị viện các nước bắt buộc phải phổ biến tới các nghị viện và chính phủ của mình, đồng thời nghị viện các nước thành viên có trách nhiệm báo cáo với AIPO việc các nghị quyết của AIPO đã và đang được thực hiện như thế nào. Chủ tịch AIPO và chủ tịch Ủy ban thường trực ASEAN sẽ tham dự các hoạt động lớn của nhau.
Vào năm 2020 khi Quốc hội Việt Nam làm Chủ tịch AIPA, do sự ảnh hưởng của dịch bệnh Covid-19, lần đầu tiên kỳ họp Đại hội đồng Liên nghị viện được tổ chức bằng hình thức trực tuyến. Tại Đại hội đồng AIPA 41 này, nghị viện các nước đã xây dựng tầm nhìn chiến lược cho Hội đồng Liên nghị viện Asean (AIPA) từ 5 đến 10 năm tới. Đồng thời, Đại hội đồng AIPA 41 cũng đã tổ chức được lại cuộc họp của Ủy ban Chính trị của Hội đồng sau 3 kỳ đại hội đồng liên tiếp không thể tổ chức.
Đại hội đồng AIPA gần nhất được tổ chức là Đại hội đồng Liên nghị viện các nước ASEAN lần thứ 42 (Đại hội đồng AIPA-42) được tổ chức vào năm 2021 cũng vẫn theo hình thức trực tuyến do Chủ tịch Hội đồng Lập pháp Brunei chủ trì, vì lý do đại dịch Covid-19 tiếp tục kéo dài.

## Danh sách thành viên

### Thành viên
- Indonesia (ngày 2 tháng 9 năm 1977): thành viên sáng lập AIPO
- Malaysia (ngày 2 tháng 9 năm 1977): thành viên sáng lập AIPO
- Philippines (ngày 2 tháng 9 năm 1977): thành viên sáng lập AIPO
- Singapore (ngày 2 tháng 9 năm 1977): thành viên sáng lập AIPO
- Thái Lan (ngày 2 tháng 9 năm 1977): thành viên sáng lập AIPO
- Việt Nam (ngày 19 tháng 9 năm 1995)
- Lào (năm 1997)
- Campuchia (năm 1999)
- Brunei (ngày 4 tháng 9 năm 2009)
- Myanmar (ngày 20 tháng 9 năm 2011)[13]

### Quan sát viên
Tính đến 2021, Hội đồng Liên Nghị viện ASEAN đã có 16 Quan sát viên. Trong đó, ngoài 1 Quan sát viên là cơ quan nghị viện khu vực là Nghị viện châu Âu, thì 15 Quan sát viên còn lại đều là nghị viện hoặc hạ viện các nước. Quan sát viên gần nhất là quốc hội Ukraina và hạ viện Pakistan, được kết nạp vào kỳ Đại hội đồng AIPA 42 năm 2021 tại Brunei.